# Cahan
Cet article possède un paronyme, voir Calan.
Pour les articles homonymes, voir Cahan (homonymie).
Cahan est une commune française, située dans le département de l'Orne en région Normandie, peuplée de 162 habitants en 2022.

## Géographie
Le Noireau limite puis traverse le nord du territoire.
| Saint-Denis-de-Méré (14)     | Pont-d'Ouilly (14)    | Pont-d'Ouilly (14)    |
| Berjou                       | Cahan                 | Ménil-Hubert-sur-Orne |
| Sainte-Honorine-la-Chardonne | La Lande-Saint-Siméon | Ménil-Hubert-sur-Orne |

Le territoire ceint en outre une enclave de Pont-d'Ouilly (et donc du Calvados) d'environ six hectares à environ 350 mètres de la limite nord avec cette commune (au lieu-dit les Fourneaux).

### Hydrographie
La commune est située dans le bassin Seine-Normandie. Elle est drainée par le Noireau, le fossé 06 de la Fosse, le ruisseau de la Mare des Bois et divers autres petits cours d'eau.
Le Noireau, d'une longueur de 43 km, prend sa source dans la commune de Saint-Christophe-de-Chaulieu et se jette  dans l'Orne à Ménil-Hubert-sur-Orne, après avoir traversé 15 communes. Les caractéristiques hydrologiques de le Noireau sont données par la station hydrologique située sur la commune de Cahan. Le débit moyen mensuel est de 6,95 m3/s. Le débit moyen journalier maximum est de 106 m3/s, atteint lors de la crue du 28 décembre 1999. Le débit instantané maximal est quant à lui de 123 m3/s, atteint le 6 janvier 2001.

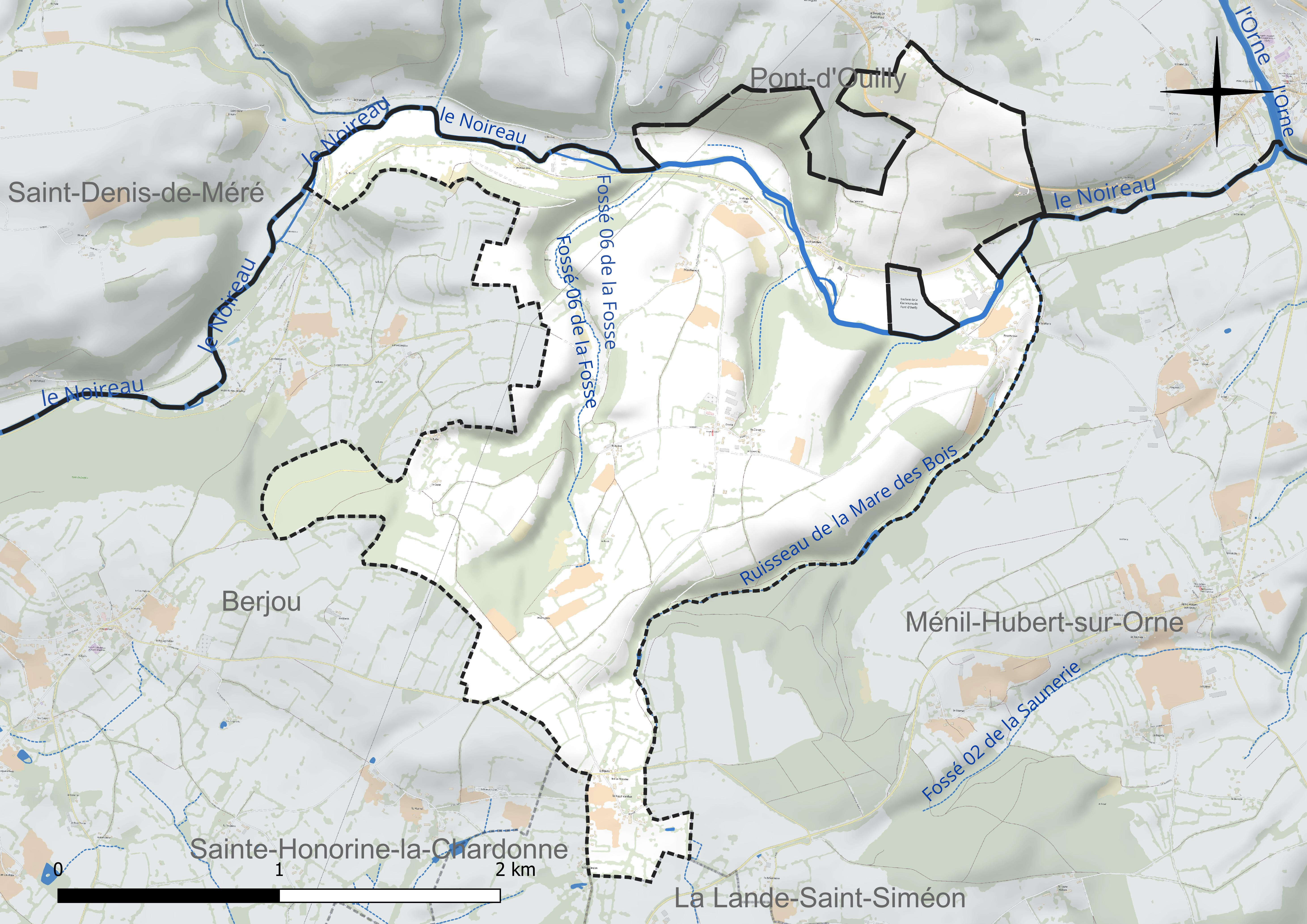
Réseau hydrographique de Cahan.

### Climat
Pour des articles plus généraux, voir Climat de la Normandie et Climat de l'Orne.
En 2010, le climat de la commune est de type climat océanique franc, selon une étude du CNRS s'appuyant sur une série de données couvrant la période 1971-2000. En 2020, Météo-France publie une typologie des climats de la France métropolitaine dans laquelle la commune est exposée à un climat océanique et est dans la région climatique Normandie (Cotentin, Orne), caractérisée par une pluviométrie relativement élevée (850 mm/a) et un été frais (15,5 °C) et venté. Parallèlement le GIEC normand, un groupe régional d’experts sur le climat, différencie quant à lui, dans une étude de 2020, trois grands types de climats pour la région Normandie, nuancés à une échelle plus fine par les facteurs géographiques locaux. La commune est, selon ce zonage, exposée à un « climat contrasté des collines », correspondant au Bocage normand, bien arrosé, voire très arrosé sur les reliefs les plus exposés au flux d’ouest, et frais en raison de l’altitude.
Pour la période 1971-2000, la température annuelle moyenne est de 10,3 °C, avec une amplitude thermique annuelle de 12,6 °C. Le cumul annuel moyen de précipitations est de 783 mm, avec 13,3 jours de précipitations en janvier et 7,3 jours en juillet. Pour la période 1991-2020, la température moyenne annuelle observée sur la station météorologique la plus proche, située sur la commune de Pierrefitte-en-Cinglais à 6 km à vol d'oiseau, est de 11,2 °C et le cumul annuel moyen de précipitations est de 806,5 mm,. Pour l'avenir, les paramètres climatiques de la commune estimés pour 2050 selon différents scénarios d’émission de gaz à effet de serre sont consultables sur un site dédié publié par Météo-France en novembre 2022.

## Urbanisme

### Typologie
Au 1er janvier 2024, Cahan est catégorisée commune rurale à habitat très dispersé, selon la nouvelle grille communale de densité à sept niveaux définie par l'Insee en 2022.
Elle est située hors unité urbaine et hors attraction des villes,.

### Occupation des sols
L'occupation des sols de la commune, telle qu'elle ressort de la base de données européenne d’occupation biophysique des sols Corine Land Cover (CLC), est marquée par l'importance des territoires agricoles (82,7 % en 2018), une proportion identique à celle de 1990 (82,7 %). La répartition détaillée en 2018 est la suivante : 
prairies (54,4 %), terres arables (18,8 %), forêts (17,3 %), zones agricoles hétérogènes (9,5 %). L'évolution de l’occupation des sols de la commune et de ses infrastructures peut être observée sur les différentes représentations cartographiques du territoire : la carte de Cassini (XVIIIe siècle), la carte d'état-major (1820-1866) et les cartes ou photos aériennes de l'IGN pour la période actuelle (1950 à aujourd'hui).

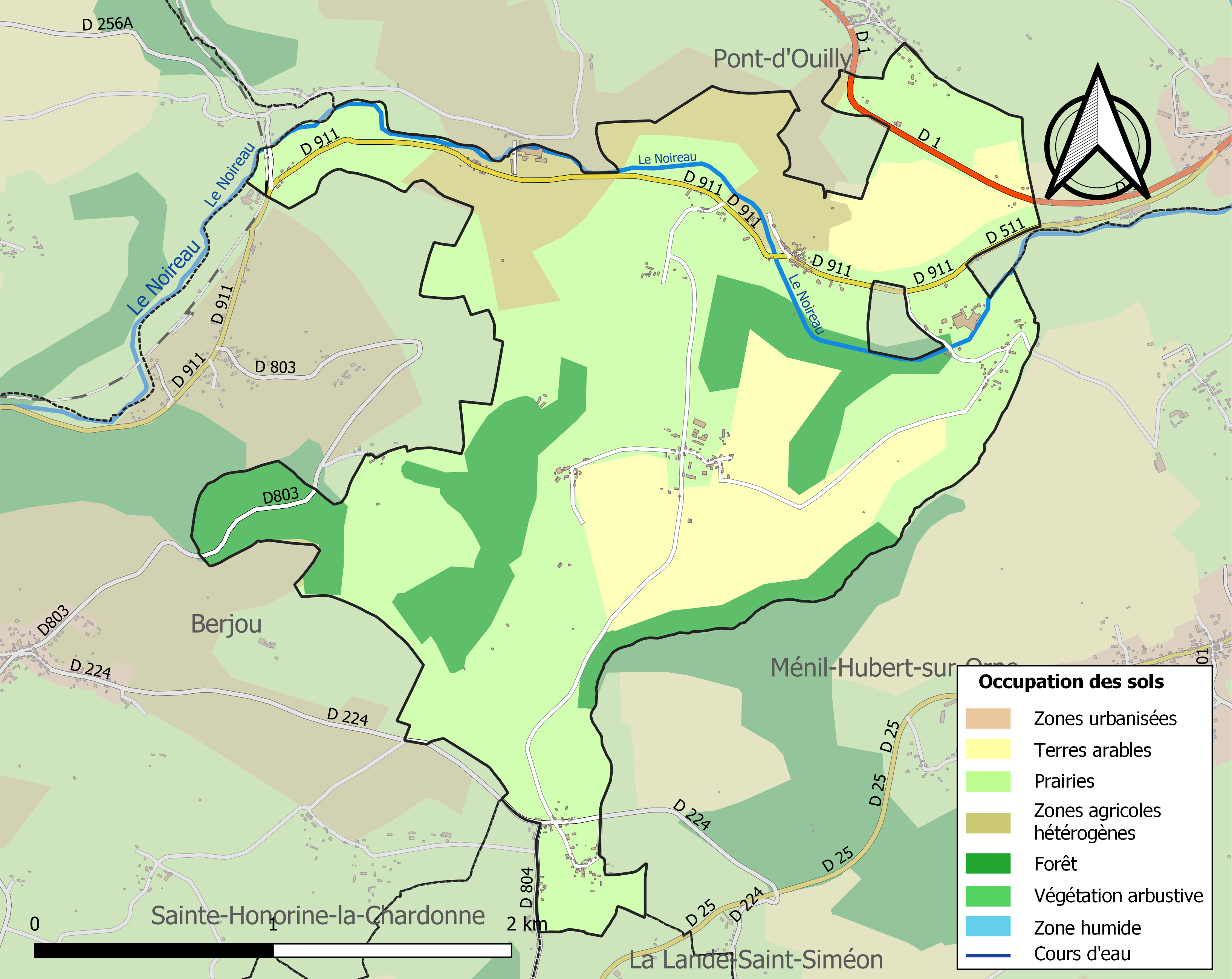
Carte des infrastructures et de l'occupation des sols de la commune en 2018 (CLC).

## Toponymie
Le nom de la localité est attesté sous la forme Cahadun entre 1070 et 1079.
Il provient de deux substantifs gaulois cato (combat) et magos (plaine ou marché agricole) et est interprété comme signifiant le « champ de bataille ».

## Histoire
Lors de la bataille de Normandie pendant l'été 1944, les hauteurs de Cahan et de la commune voisine de Berjou sont données comme objectifs à la 214e brigade de la 43rd Wessex Division. Les combats commencent le 15 août à 17 h 30 lors de la traversée du Noireau et dans les bois sur les pentes. Ils se déroulent toute la journée du 16 sur les hauteurs avec l'appui des chars Sherman du Sherwood Rangers Yeomanry de la 8e brigade blindée britannique. Entre 1 600 et 2 200 civils trouvent abri dans le tunnel des Gouttes pendant les combats et les jours qui les ont précédés. Cet épisode marque pour les deux unités britanniques la fin de la bataille de Normandie. Les hommes prennent dans les hameaux alentour une pause de quelques jours avant de s'élancer vers la Seine et la Belgique.
Le bilan des tués est estimé à plus de cinquante Britanniques dans les quatre bataillons engagés (1st Worcesters Regiment, 5th Duke of Cornwall Light Infantry, 7th Somerset Light Infantry, Sherwood Rangers Yeomanry), plus du double (voire triple, sans source disponible) pour les groupes de combats allemands (soldats appartenant à la 276e division d'infanterie et à la 3e division parachutiste) et environ une trentaine de civils, y compris des communes environnantes, à cause des mitraillages et autres tirs d'artillerie. Plusieurs milliers d'impacts d'obus de tout calibre ont marqué les deux communes où se sont déroulés les combats ; le bourg de Berjou est fortement détruit.
Cette bataille a fait l'objet de commémorations avec les vétérans britanniques au monument aux morts de la commune en 1994, 2004 et 2014. Un musée leur est consacré à Berjou.

## Politique et administration

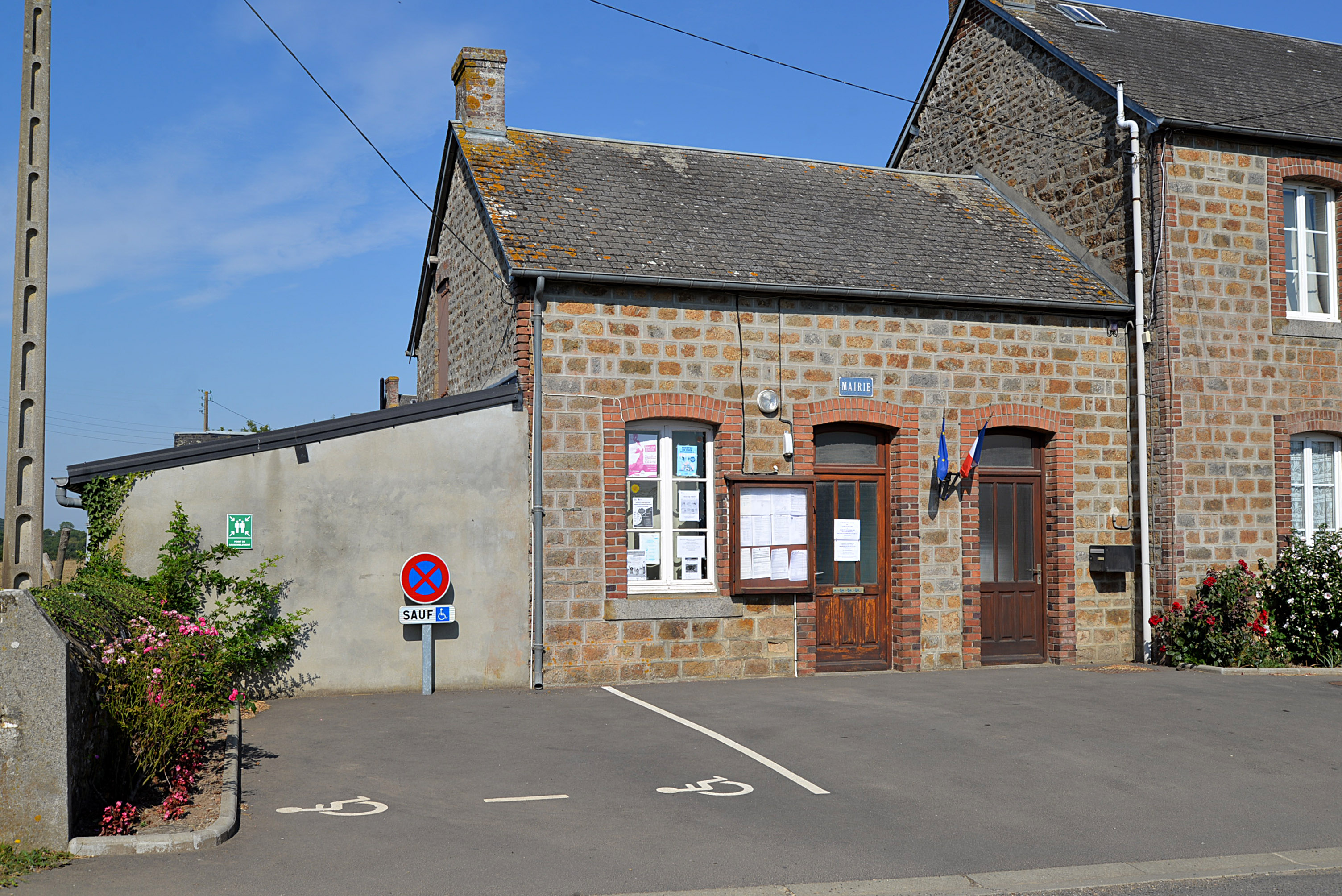
La mairie.

| Période                                  | Période   | Identité            | Étiquette | Qualité                      |
| ---------------------------------------- | --------- | ------------------- | --------- | ---------------------------- |
| 1949                                     | 1995      | Yves de Saint-Pol   |           |                              |
| 1995                                     | mars 2014 | Joël Houssaye       | SE        | Enseignant technique         |
| mars 2014                                | 2020      | Bernadette Lefoye   | SE        | Employée de bureau retraitée |
| 2020                                     | En cours  | Xavier de Saint Pol |           |                              |
| Les données manquantes sont à compléter. |           |                     |           |                              |

## Démographie
L'évolution du nombre d'habitants est connue à travers les recensements de la population effectués dans la commune depuis 1793. Pour les communes de moins de 10 000 habitants, une enquête de recensement portant sur toute la population est réalisée tous les cinq ans, les populations de référence des années intermédiaires étant quant à elles estimées par interpolation ou extrapolation. Pour la commune, le premier recensement exhaustif entrant dans le cadre du nouveau dispositif a été réalisé en 2005.
En 2022, la commune comptait 162 habitants, en évolution de −10 % par rapport à 2016 (Orne : −3,21 %, France hors Mayotte : +2,11 %).
Cahan a compté jusqu'à 654 habitants en 1851.
| 1793 | 1800 | 1806 | 1821 | 1831 | 1836 | 1841 | 1846 | 1851 |
| ---- | ---- | ---- | ---- | ---- | ---- | ---- | ---- | ---- |
| 506  | 424  | 559  | 541  | 546  | 533  | 570  | 591  | 654  |

| 1856 | 1861 | 1866 | 1872 | 1876 | 1881 | 1886 | 1891 | 1896 |
| ---- | ---- | ---- | ---- | ---- | ---- | ---- | ---- | ---- |
| 614  | 606  | 594  | 569  | 530  | 536  | 513  | 530  | 505  |

| 1901 | 1906 | 1911 | 1921 | 1926 | 1931 | 1936 | 1946 | 1954 |
| ---- | ---- | ---- | ---- | ---- | ---- | ---- | ---- | ---- |
| 424  | 365  | 331  | 337  | 272  | 282  | 283  | 254  | 250  |

| 1962 | 1968 | 1975 | 1982 | 1990 | 1999 | 2005 | 2006 | 2010 |
| ---- | ---- | ---- | ---- | ---- | ---- | ---- | ---- | ---- |
| 279  | 250  | 205  | 223  | 211  | 187  | 200  | 203  | 164  |

| 2015 | 2020 | 2022 | - | - | - | - | - | - |
| ---- | ---- | ---- | - | - | - | - | - | - |
| 179  | 164  | 162  | - | - | - | - | - | - |

## Économie
- Le Chameau : fabrication de paires de bottes, bottillons, sabotins, cuissardes ou waders (500 pièces par jour).

## Lieux et monuments
- La halte de Cahan (aujourd'hui transformée en habitation) était située sur la ligne Falaise - Berjou, entre les gares de Berjou et du Ménil-Hubert près de Pont-d'Ouilly. C'est la charmante petite gare où l'acteur Jean Gabin attend les dames dans le film de Max Ophüls sorti en 1952, Le Plaisir : La Maison Tellier. La scène est tournée en juillet 1951 avec du matériel ferroviaire loué pour 6 jours. Le train est composé de matériel hétéroclite car on y trouve une locomotive 030C du dépôt d'Argentan, un fourgon Nord, deux voitures à 3 essieux du Sud-Est et un wagon tombereau Ouest, le tout peint en vert très clair à la demande de la production. Le train se déplace à une vitesse maxi de 40 km/h.
- Église Saint-Pierre.
- Le pont des Bordeaux, détruit par la Résistance dès juin 1944, fut remplacé par un élément "Pontons Whale", aussi appelé pont d'Arromanches, préfabriqué en Grande-Bretagne, issu du Port Mulberry construit en Normandie par les Alliés en juin 1944. Il est un des rares exemplaires encore existants en Europe.

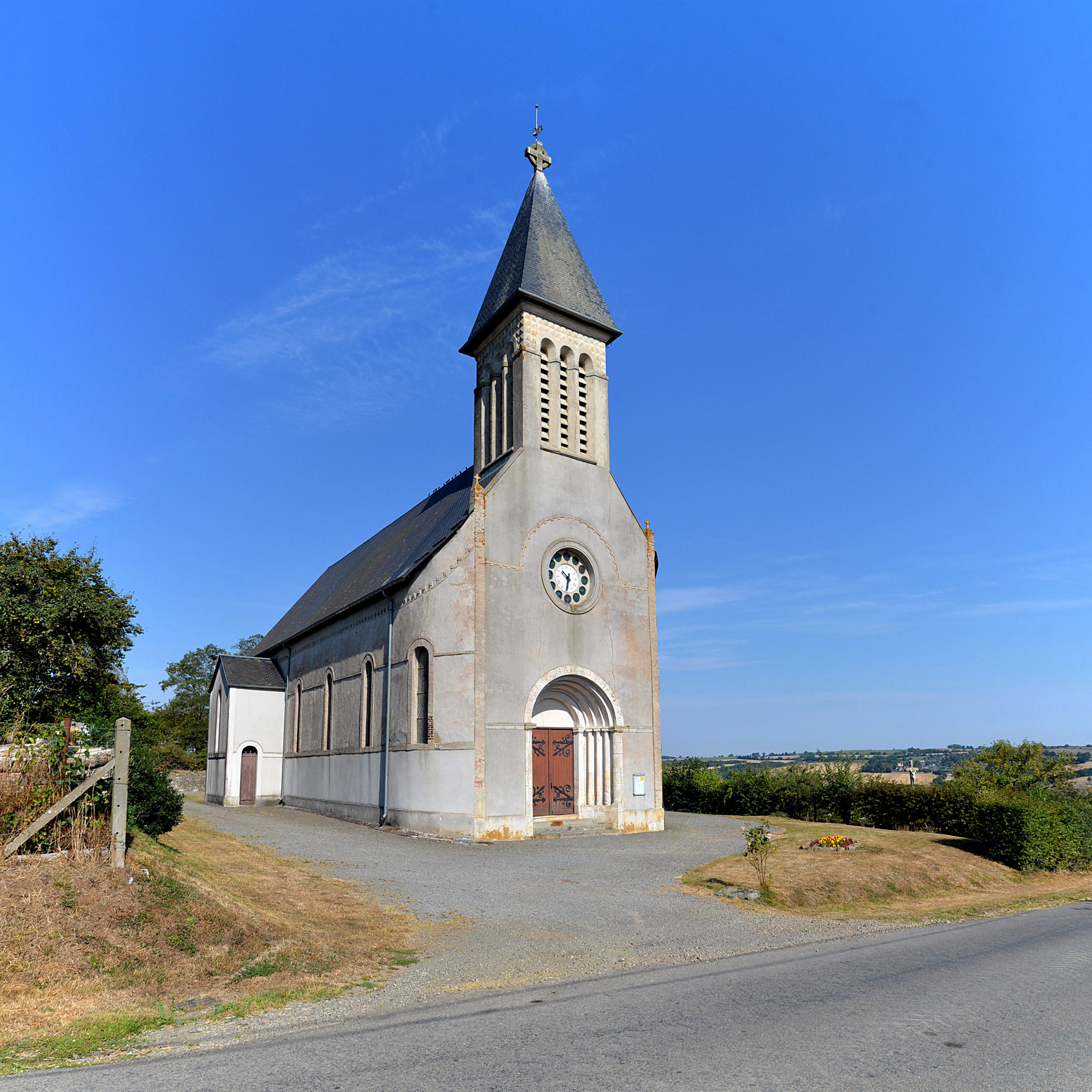
L’église Saint-Pierre.
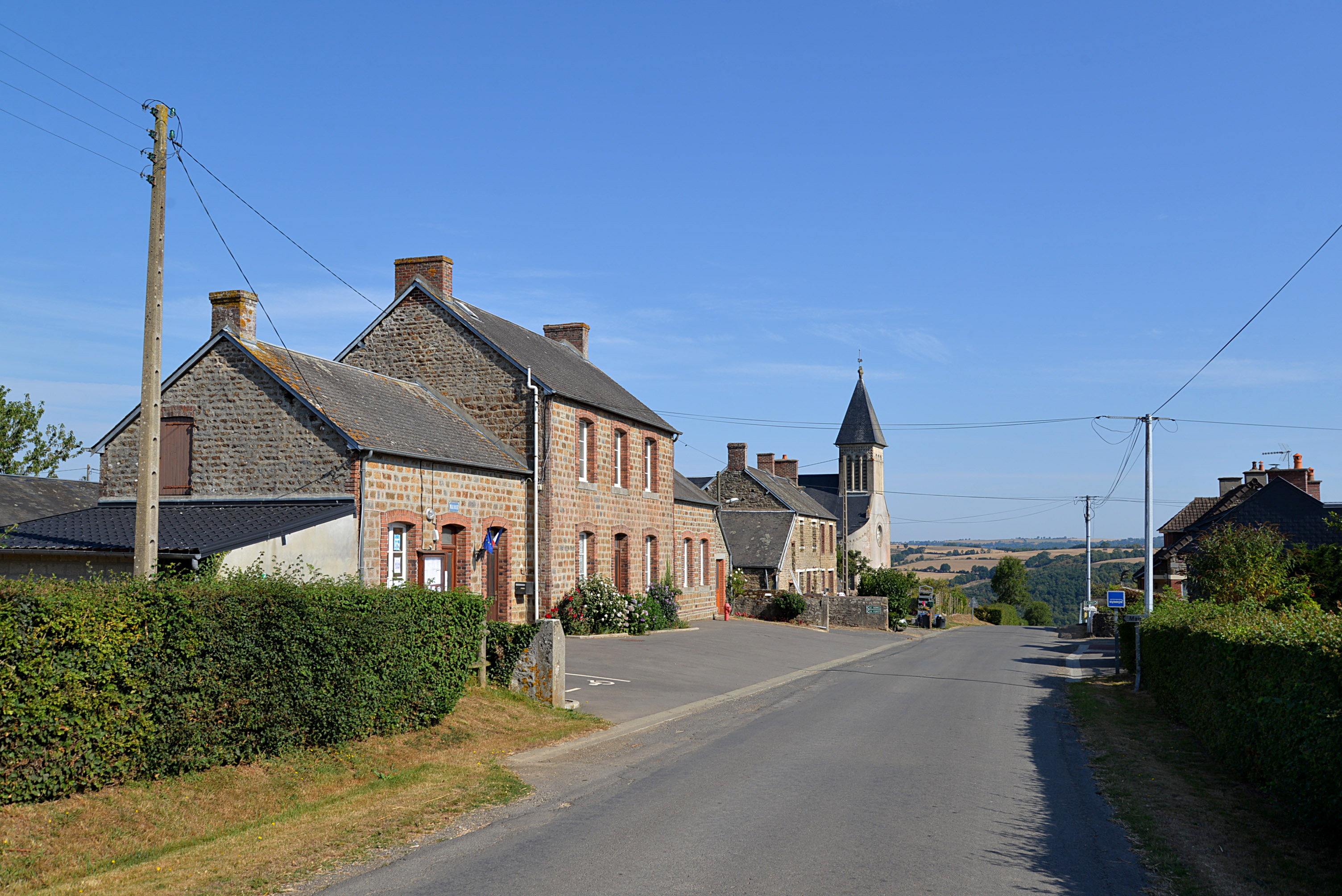
Vue sur le bourg.

## Personnalités liées à la commune
- Pierre Tranquille Husnot, botaniste né et mort à Cahan (1840-1929). Il fut maire de Cahan de 1865 à sa mort. Il eut de fréquents et retentissants démêlés avec l'administration préfectorale, s'obstinant à défendre les intérêts de la commune et de ses administrés. Il est destitué par le préfet puis réélu à l'unanimité. Par provocation, il signait les lettres au préfet « Husnot, maire malgré vous ».[réf. nécessaire]
- Ibon Gogeascoechea Arronategui, chef présumé de l'organisation indépendantiste basque armée ETA, a été arrêté à Cahan, où il occupait un logement, le 28 février 2010 avec deux autres membres de l'organisation[27].